# Jan Dieteren
Jan Dieteren (* 12. April 1993 in Bensheim) ist ein ehemaliger deutscher Radrennfahrer.
Dieteren wurde 2010 deutscher Vizemeister im Einzelzeitfahren der Juniorenklasse.
Im Erwachsenenbereich schloss er sich 2012 dem Team Raiko-Stölting, einem UCI Continental Team, an. Er konnte 2012 und 2013  je eine Etappe der Thüringen-Rundfahrt für sich entscheiden. Außerdem wurde er 2013 Neunter beim Münsterland Giro und belegte so zum ersten Mal eine vordere Platzierung bei einem Rennen der UCI-Kategorie 1.1.
Zur Saison 2015 wechselte Dieteren zum luxemburgischen Leopard Development Team. Im Januar 2016 wurde bei Dieteren Hodenkrebs diagnostiziert. In der Saison 2017 konnte er wieder Radrennen bestreiten. Sein Vertrag bei Leopard wurde jedoch nach Ablauf der Saison nicht verlängert.
Dietersen beendete seine internationale Karriere nach Ablauf der Saison 2018 beim LKT Team Brandenburg.

## Erfolge
2012
- eine Etappe Thüringen-Rundfahrt

2013
- eine Etappe Thüringen-Rundfahrt